# Polimorfismo (biología)
En biología existe polimorfismo (del griego: πολύ polí 'muchos', y μορφή morfé 'forma, figura') cuando en una población de la misma especie hay dos o más fenotipos claramente diferenciados, es decir, existe más de un morfo o fase. Para ser clasificadas como tales las fases deben ocupar el mismo hábitat al mismo tiempo y pertenecer a una población  panmíxica (una con apareamientos aleatorios).
El polimorfismo descrito así se refiere a la existencia de formas distintas del fenotipo. El término también es usado de forma algo diferente por los biólogos moleculares para describir ciertas mutaciones puntuales del genotipo, como el polimorfismo de nucleótido simple (véase también polimorfismos de longitud de fragmentos de restricción). De esta acepción no se tratará en este artículo ya que se desarrolla en el artículo Polimorfismo (genética).
El polimorfismo es común en la naturaleza, está relacionado con la biodiversidad, la variación genética y la adaptación. Generalmente sirve para mantener variedad de formas de una población viva en un ambiente variado.: 126  El ejemplo más corriente es el dimorfismo sexual, que ocurre en muchísimos organismos. Otros ejemplos son las formas miméticas de las mariposas, o los grupos sanguíneos y colores de pelo de los humanos.
Según la teoría evolutiva el polimorfismo resulta de procesos evolutivos, como cualquier aspecto de las especies. Es hereditario y modificable por la selección natural. En caso del polifenismo, la composición genética de un individuo permite varios morfos, y el mecanismo que desencadena el cambio entre morfos es ambiental. En el polimorfismo genético la composición genética determina el morfo. En las hormigas se presentan ambas formas en una sola población.

## Terminología
Aunque en general polimorfismo es un término bastante amplio, en biología se le ha dado un sentido estricto.
- El término excluye caracteres que muestren una variación continua (como el peso o la altura), aunque tengan un componente hereditario. El polimorfismo trata de formas en las que la variación sea discreta (discontinua) o muestre una distribución bimodal o polimodal fuerte.[4]
- Las fases deben ocupar el mismo hábitat al mismo tiempo: esto excluye a las razas geográficas (subespecies) y a las variaciones de forma estacionales.[5] El uso de las palabras morfo o fase para lo que son variantes o razas geográficas visualmente diferentes es común, pero incorrecto. La existencia de las variaciones geográficas procede de la especiación alopátrica, mientras que el verdadero polimorfismo tiene lugar en poblaciones panmíxica.
- Al principio el término se usaba para describir a formas visibles, pero actualmente se ha extendido para incluir a los morfos crípticos, por ejemplo a los grupos sanguíneos, que puedan revelarse por un análisis.
- Las variaciones raras no se consideran polimorfismos, y las mutaciones por sí mismas no constituyen polimorfismos. Para calificarse de polimorfismo debe haber algún tipo de equilibrio entre las fases determinado por la herencia. El criterio es que la frecuencia de la fase menos común sea lo suficientemente alta como para no ser resultado de una mutación nueva,[4][6] o a modo de baremo aproximado, que sea mayor del 1 por ciento (que es mucho más alto que cualquier tasa de mutación normal para un solo alelo).[5]: ch. 5

### Nomenclatura
En zoología los morfos no tienen denominación formal establecidos por la ICNZ, aunque a veces se añada la palabra "morpha" más un nombre en latín al nombre binomial o trinomial, aunque esto induce a error y a confundirlos con subespecies. En taxonomía botanical, el concepto de morfos se representa con los términos "variedad", "subvariedad" y "forma", que están formalmente regulados por el CINB.

## Ecología
La selección, ya sea natural o artificial, cambia la frecuencia de los morfos en la población. Esto ocurre porque los morfos se reproducen con distintos grados de éxito. Un polimorfismo genético (o equilibrado) generalmente persiste durante muchas generaciones, manteniéndose por dos o más presiones selectivas opuestas y poderosas. Diver (1929) encontró morfos con franjas de caracoles Cepaea nemoralis en conchas subfósiles procedentes del Mesolítico. Y los grandes símios tienen grupos sanguíneos similares a los de los humanos, lo que indica que esta clase de polimorfismo es muy antiguo, al menos alcanza al ancestro común entre los grandes simios y los humanos, y posiblemente más atrás.

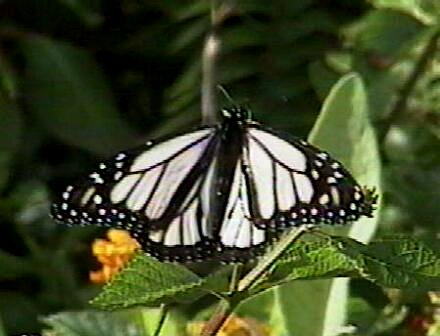
El morfo blanco de la mariposa monarca en Hawái resulta parcialmente de la selección apostática.

Las proporciones relativas de los morfos pueden variar, y sus valores están determinados por la aptitud efectiva de los morfos en un lugar y un tiempo en particular. El mecanismo de la ventaja heterocigótica asegura la presencia en la población de los alelos del locus o loci implicados. Solo si la selección competitiva desaparece uno de los alelos desaparecerá. Sin embargo la ventaja heterocigótica no es la única forma de que un polimorfismo se mantenga. También se puede producir por selección apostática, mediante la cual un depredador aprende a consumir al morfo más común y pasa por alto a los morfos más raros.
El polimorfismo tiene mucho que ver con la adaptación de las especies a su medio ambiente, que pueden cambiar de color, fuente de alimentación, predación y de muchas otras formas. El polimorfismo es una buena forma para conseguir más oportunidades. Tiene un valor de supervivencia y la selección de los genes modificadores puede reforzar el polimorfismo. Además el polimorfismo parece asociado a tasas más altas de especiación de las especies que lo presentan.

### Polimorfismo y diversidad del nicho

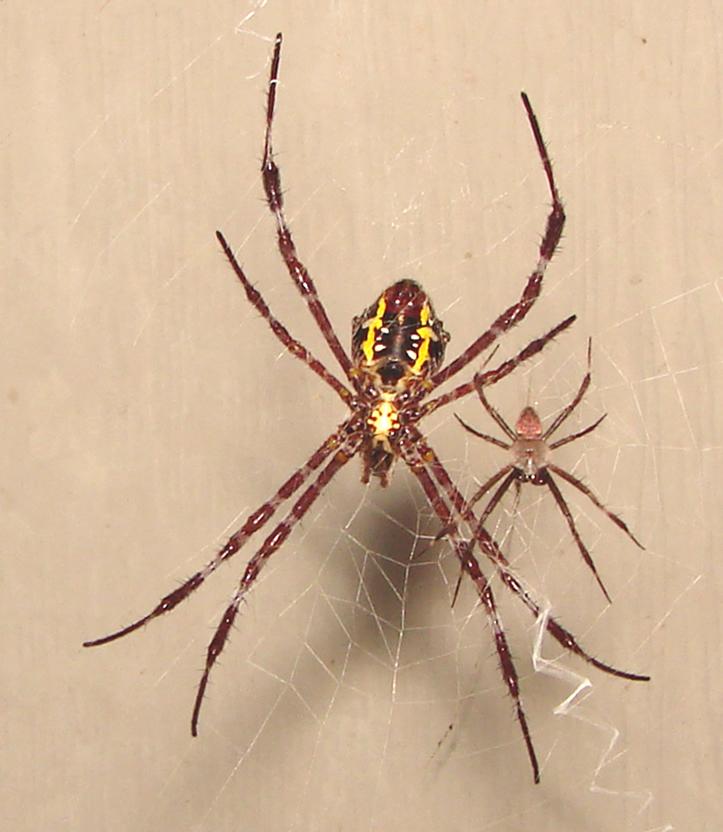
La diferencia de tamaño entre sexos en muchas especies evita que compitan por el alimento al ocupar nichos diferentes.

George Evelyn Hutchinson, uno de pioneros de la investigación del nicho ecológico, comentó: «Es muy probable que desde el punto de vista ecológico todas las especies, o al menos todas las especies abundantes, contengan poblaciones adaptadas a más de un nicho». Dio como ejemplos los dimorfismos sexuales de tamaño y los miméticos. En muchos casos los machos al ser más pequeños y de vida más corta que las hembras, no compiten con ellas al final de su etapa preadulta y durante la vida adulta. La diferencia de tamaño permite a ambos sexos explotar diferentes nichos. En casos elaborados de mimetismo, como el de la mariposa africana Papilio dardanus,: ch. 13  los morfos femeninos imitan a varios modelos de mariposas de sabor desagradable, a menudo en la misma región. La aptitud de cada tipo mimético decrece cuando se vuelve más común, así que el polimorfismo se mantiene por una selección que depende de la frecuencia. Así la eficacia del mimetismo se mantiene en la población total.

### El alternador
El mecanismo que determina cuales de los varios morfos presenta un individuo es llamado alternador. Este alternador puede ser genético, o puede ser ambiental. Tomando por ejemplo la determinación del sexo, en los humanos tiene base genética, por el Sistema XY de determinación del sexo. En los himenópteros (hormigas, abejas y avispas), la determinación del sexo también es genética pero por un mecanismo haplo-diploide: las hembras son todas diploides, y los machos son haploides. Sin embargo, en algunos animales las condiciones medioambientales determinan el sexo: el sexo de los cocodrilos depende de la temperatura en la que se incube el huevo del que procede. En las hormigas la distribución entre trabajadores y soldados es también ambiental, según la alimentación que reciben las larvas. El polimorfismo desencadenado por el medio se denomina polifenismo.
El sistema polifénico tiene un grado de flexibilidad ambiental que no presenta el polimorfismo. Sin embargo los desencadenantes ambientales son menos frecuentes que los genéticos.

## Base genética

### Polimorfismo genético
Aunque todos los polimorfismos tienen base genética, el polimorfismo genético tiene un significado específico:
- El polimorfismo genético consiste en la presencia simultánea en la misma área de dos o más formas, en tal proporción que la más rara no pueda mantenerse solo por la recurrencia de una mutación o la migración, definida originalmente por Ford (1940).[6][11][12][13]: 11  La última definición de Cavalli-Sforza y Bodmer (1971) es la que se usa actualmente: «El polimorfismo genético es la presencia en la misma población de dos o más alelos en un locus, con una frecuencia apreciable», donde la frecuencia mínima generalmente es el 1%.[14]

La definición tiene tres partes:
1. Simpatría: una población que se cruza;
2. formas discretas;
3. no mantenida solo por la mutación reiterada.

El polimorfismo genético es mantenido en la población activamente y constantemente por la selección natural, en contraste con los polimorfismos transitorios donde una forma es reemplazada progresivamente por otra.: 6–7  Por definición, el polimorfismo genético implica un equilibrio entre los morfos. Los mecanismos que lo conservan son formas de selección equilibradora.

### Mecanismos de la selección equilibradora
- Heterosis (o ventaja heterocigótica): «Heterosis: El heterocigótico en un locus es más apto que el homocigótico».[4])[16] : 65 [11]

- Selección según la frecuencia: La aptitud de un fenotipo particular depende de su frecuencia relativa respecto a otros fenotipos en una población dada. Ejemplo: la selección de presa, donde las presas con morfos raros suelen ser más aptos debido a que los depredadores se concentran más en los morfos más frecuentes.[4][15]

- La aptitud varía con el tiempo y el espacio. La aptitud de un fenotipo puede variar mucho en la etapa larvaria y la adulta, o entre partes del hábitat en el área de distribución.[11]: 26

- La selección actúa de forma diferente a niveles diferentes. La aptitud de un fenotipo puede depender de la aptitud de los otros fenotipos de la población: esto cubre muchas situaciones naturales donde la mejor actuación (desde el punto de vista de la supervivencia y la reproducción) depende de lo que los demás miembros de la población hagan al mismo tiempo.[16]: 17 & ch. 7

### Pleiotropía
La mayoría de los genes tienen más de un efecto en el fenotipo de un organismo (pleiotropía). Algunos de estos efectos pueden ser visibles, y otros permanecer crípticos, por lo que con frecuencia es importante observar más allá de los efectos obvios de un gen para identificar otros efectos. Se dan casos donde un gen afecta a un gen de un carácter visible sin importancia, pero además se registra un cambio en la aptitud del organismo. En tales casos el gen puede tener otros efectos (crípticos o fisiológicos) que sean los responsables del cambio en la aptitud.
«Si un rasgo neutral está unido pleiotrópicamente a uno ventajoso, puede surgir a causa de un proceso de selección natural. Que este fuera seleccionado así no significa que sea una adaptación. La razón es que aunque haya sido seleccionado, no hubo ninguna selección de ese rasgo.»

### Epistasia
La epistasia sucede cuando la expresión de un gen es modificada por otro gen. Por ejemplo, si el gen A solo muestra su efecto cuando el alelo B1 (en otro locus) está presente, pero no si está ausente. Esta es una de las formas en las que dos o más genes pueden combinarse para producir coordinadamente un cambio en una carácter (por ejemplo, en mimetismo). A diferencia del supergen, la epistasia no necesita estar cercanamente ligado o incluso estar en el mismo cromosoma.
Tanto la pleiotropía como la epistasia muestran que un gen necesariamente no tiene por qué relacionarse de forma simple con un carácter como se suponía antes.

### Supergenes
Aunque el polimorfismo puede estar controlado por los alelos de solo un locus (ej. grupos sanguíneos humanos), suele regularse de forma más compleja controlado por supergenes, compuestos por varios genes ligados cercanamente en un solo cromosoma que actúan como una unidad. El mimetismo batesiano de las mariposas y la heterostilia de las angiospermas son buenos ejemplos de este tipo de regulación.
Ha habido un largo debate sin resolver de cómo pudo surgir esta situación. Mientras que una familia génica (varios genes ligados cercanamente realizando funciones similares o idénticas) surge por la duplicación de un solo gen original, esta no es el caso de los supergenes. En un supergen los genes que lo constituyen tienen funciones bastante distintas, por lo que deben haberse juntado por selección. Este proceso podría implicar la supresión del entrecruzamiento cromosómico, traslocación de fragmentos de cromosomas y en ocasiones posiblemente duplicación de cistrones. Se sabe que el entrecruzamiento cromosómico puede suprimirse por selección durante muchos años.
El debate se ha centrado en la cuestión de si los genes que componen el supergen podrían haber empezado en cromosomas separados, con una posterior reorganización, o si es necesario que empezaran estando en el mismo cromosoma. Originalmente se consideraba que la reorganización cromosómica desempeñaría un papel importante. Esta explicación fue aceptada por E. B. Ford e incorporada a sus explicaciones de la genética ecológica.: ch. 6 : 17–25 
Sin embargo, actualmente hoy muchos creen que es más probable que empezaran en el mismo cromosoma. Argumentan que los supergenes surgieron in situ. Esta es conocida como la hipótesis del tamiz de Turner. John Maynard Smith concuerda con este punto de vista en su acreditado libro, pero la cuestión todavía no está zanjada.

## Importancia para la teoría evolutiva
El polimorfismo fue crucial para la investigación de la genética ecológica de E. B. Ford y sus colaboradores desde mediados de la década de 1920 hasta la de 1970 (trabajos similares siguen haciéndose, especialmente sobre mimetismo). Los resultados tuvieron un efecto considerable la síntesis evolutiva de mediados del siglo XX y la actual teoría evolutiva. El estudio empezó en un tiempo en el que se menospreciaba la actuación de la selección natural como principal mecanismo de la evolución, se continuó entre el periodo cuando predominaban las ideas de Sewall Wright sobre deriva genética, hasta el último cuarto del siglo XX cuando se dio más atención a otras como la teoría neutralista de la evolución molecular de Kimura. La importancia del trabajo sobre genética ecológica es lo que mostró lo importante que era la selección en la evolución natural de las poblaciones naturales, y que la selección es una fuerza mucho más fuerte de lo que se había imaginado incluso por para aquellos genetistas de poblaciones que creían que era importante, como Haldane y Fisher.
En solo un par de décadas el trabajo de Fisher, Ford, Arthur Cain, Philip Sheppard y Cyril Clarke elevó a la selección natural como la principal explicación de la variación de las poblaciones naturales, en lugar de la deriva genética. La prueba puede verse en la famosa obra de Mayr Animal Species and Evolution (Especies animales y evolución), y en la de Ford Ecological Genetics (Genética evolutiva). Se pueden observar cambios similares en el énfasis en la mayoría de los participantes en la teoría de la síntesis evolutiva, como Stebbins y Dobzhansky, aunque el último tardó en cambiar.
Kimura estableció una distinción entre la evolución molecular, que consideraba estaba dominada por mutaciones selectivamente neutrales, y los caracteres fenotípicos, probablemente dominados por la selección natural más que por la deriva. Esto no entra en conflicto con las afirmaciones dadas aquí sobre el polimorfismo, aunque la mayoría de los genetistas ecológicos creen que gradualmente se acumulan pruebas contra esta teoría.

## Ejemplos

### Dimorfismo sexual

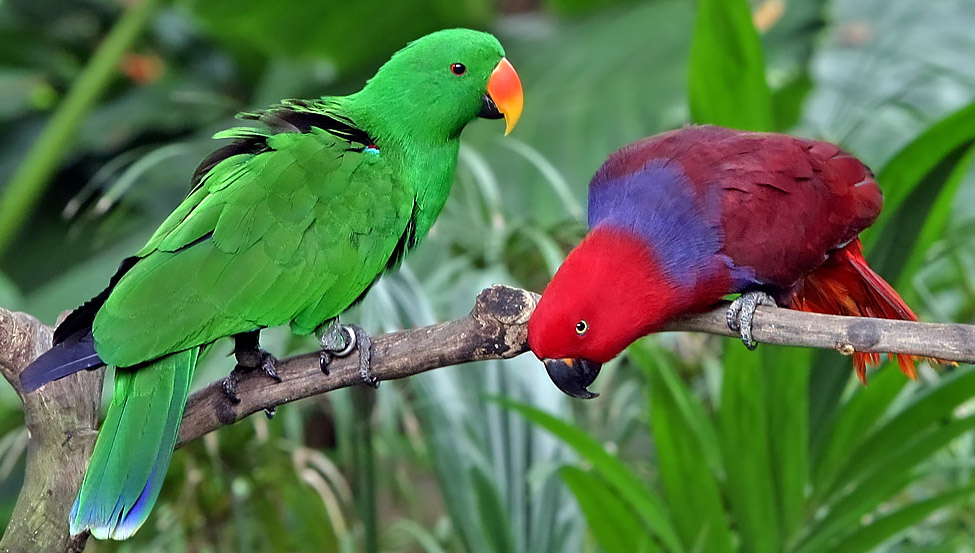
El loro eclecto es una de las muchas aves que presentan dimorfismo sexual extremo. Macho (izq) y hembra (dcha).

La mayoría de especies eucariotas practican la reproducción sexual. La división en sexos es un tipo de dimorfismo. La cuestión de la evolución de la reproducción sexual desde la asexual despertó la atención de biólogos como Charles Darwin, August Weismann, Ronald Fisher, George C. Williams, John Maynard Smith and W. D. Hamilton, con éxito dispar.
De los muchos temas relativos hay un acuerdo generalizado en lo siguiente: la ventaja de la reproducción sexual y el hermafroditismo recae en que la recombinación incrementa la diversidad genética de la población resultante.p234ch7 Las ventajas entre la reproducción sexual y el hermafroditismo no están claras. En las formas con dos sexos separados, la combinaciones entre los individuos del mismo sexo quedan excluidas por su forma de apareamiento por lo que se reduce la cantidad de diversidad en comparación con la de los hermafroditas al menos a la mitad. Entonces, ¿Por qué las especies se hicieron bisexuadas si el proceso asexual es más simple y eficiente y el hermafroditismo produce más diversidad en la progenie? Se ha sugerido que la diferenciación en dos sexos tiene ventajas evolutivas al permitir cambios concentrados en la parte masculina de la población y conservar al mismo tiempo el genotipo existente en la población femenina. Esto permitiría a la población a enfrentarse mejor a los desafíos de la infección, el parasitismo, la depredación y otros peligros de su variado medio.

### Mariposa de los abedules
La mariposa de los abedules (Biston betularia) protagonizó un famoso ejemplo de población que responde genéticamente a un cambio significativo de hábitat. E.B. Ford describió la evolución de la mariposa de los abedules como «uno de los más sorprendentes, aunque no de los más profundos, cambios evolutivos en la naturaleza de los que nunca habíamos sido testigos».
Aunque estas polillas descansan durante el día camufladas escondidas en los árboles sufren la depredación de los pájaros que las cazan visualmente. Su camuflaje original estaba especializado para pasar inadvertida en un fondo los líquenes que crecen sobre la corteza de los árboles. El repentino incremento de la contaminación industrial del siglo XIX en Inglaterra cambió la aptitud del camuflaje de estas mariposas, ya que los troncos de los árboles de la región se ennegrecieron debido al hollín y sus se líquenes morían. En 1848 se descubrió en la zona de Mánchester una versión oscura de esta mariposa. En 1895 el 98% de las mariposas de los abedules de esa área eran negras. Era un cambio muy rápido para una especie que solo tiene una generación por año.
En Europa hay tres morfos de esta polilla: el morfo típico blanco (betularia o typica) y el morfo melanístico negro (carbonaria), controlados por los alelos de un solo locus, con carbonaria como dominante. Además hay un tercer morfo intermedio o semimelanístico (insularia), controlado por otros alelos.
Un hecho clave, no conocido inicialmente, es la ventaja de los heterocigotos, que sobreviven mejor que los homocigotos. Esto afecta tanto a las orugas como a las polillas, a pesar de que en apariencia las orugas son monomorfas (imitan a las ramitas). En la práctica la ventaja heterocigótica pone un límite al efecto de la selección, por lo que ninguno de los homocigotos puede alcanzar el 100% de la población. Por eso es muy probable que el alelo carbonaria estuviera en la población originalmente, antes de la industrialización, pero en tasas muy bajas. Con la reducción de la contaminación el equilibrio entre las formas ha vuelto significativamente al del pasado.
Otro hecho interesante es que carbonaria se ha oscurecido notablemente en un siglo. Esto está bastante claro comparando los especímenes recolectados alrededor de 1880 con los más recientes: claramente las mariposas oscuras han ajustado su color por medio de una fuerte selección entre un complejo de genes. Esto podría haber pasado si hubiera estado disponible un alelo más extremo en el mismo locus, o mediante genes modificadores situados en otros loci. Pero no se sabe nada sobre la composición genética de las formas melanísticas originales del siglo XIX.
Este tipo de melanismo industrial afectó a las polillas que descansaban posadas sobre los troncos de los árboles y así conseguían protección frente a los pájaros insectívoros. Se conocían en Gran Bretaña más de 100 especies de polillas con formas melanísticas en 1980. Ninguna especie de mariposa que se escondiera durante el día, por ejemplo entre la hojarasca se vio afectada por un aumento de la variedad melanística.
Este caso ilustra cómo el polimorfismo contribuye a la adaptación de las especies a los medios cambiantes, y el poder de la selección natural en el cambio de los seres vivos.

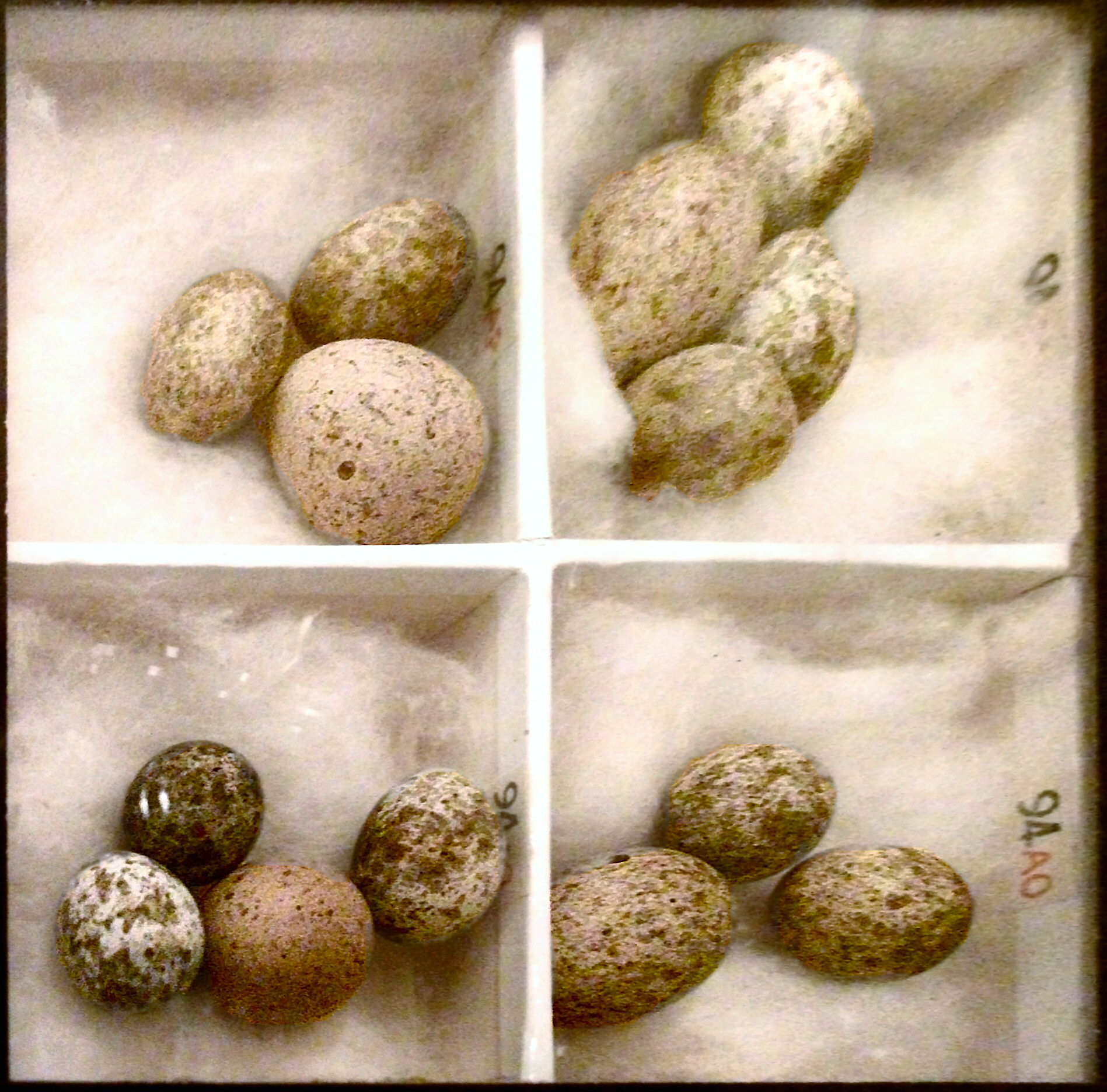
Puestas de carricero con un huevo de cuco mimetizado.

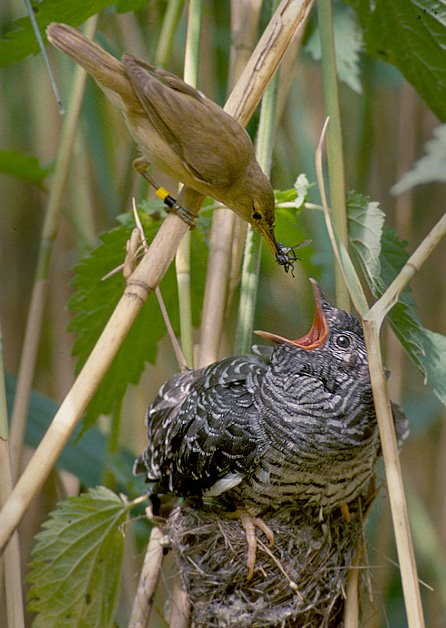
Carricero alimentando a un polluelo de cuco (Cuculus canorus).

### Los cucos
Más de cincuenta especies de la familia Cuculidae practican el parasitismo de puesta. La hembra de cuco europeo (Cuculus canorus) pone entre 15–20 huevos cada época de cría, aunque solo uno en cada nido de las otras aves. Ella se lleva alguno o todos los huevos de su huésped, y pone un huevo que se asemeja mucho a los del huésped. Aunque los huéspedes suelen ser más pequeños que el cuco, el huevo que pone la hembra de cuco es pequeño, y tiene una coloración que encaja con la puesta del huésped, aunque con la cáscara más gruesa. Esto último es una defensa para proteger al huevo si el huésped detecta el cambio.
El huevo introducido se desarrolla excepcionalmente rápido. Cuando el cuco recién nacido tiene solo diez horas y todavía está ciego, muestra un impulso por arrojar fuera del nido al resto de polluelos y huevos. Los empuja con una depresión especial de su espalda y los eleva para tirarlos fuera. Los polluelos de cuco son capaces de conseguir que los dueños del nido los alimenten imitando las llamadas de sus propios polluelos. La diversidad de los huevos de cuco es extraordinaria, y se parecen a las de sus huéspedes más habituales. En Gran Bretaña son:
- el bisbita común (Anthus pratensis): huevos pardos con motas pardas más oscuras;
- el petirrojo (Erithacus rubecula): huevos grises blanquecinos con motas rojas;
- el carricero común (Acrocephalus scirpaceus): huevos verdosos con manchas oliváceas;
- el colirrojo real (Phoenicurus phoenicurus): huevos azules lisos;
- el acentor común (Prunella modularis): huevos azules lisos, aunque no son imitados porque el un adoptante poco crítico que tolera en su nido huevos que no se parezcan a los suyos.

Cada hembra pone un solo tipo de huevos, el mismo tipo que ponía su madre. Así las hembras de cuco están divididas en grupos (conocidos como gentes, singular gens), que cada uno parasita al huésped para el que está adaptado. El macho del cuco tiene su propio territorio y se aparea con hembras de cualquier gens; así la población (todas las gentes) tienen intercambio genético.
La explicación de cómo se funciona la herencia de la gen es la siguiente. El color del huevo se hereda a través del cromosoma sexual. En las aves el sistema de determinación de sexo es ZZ/ZW, a diferencia de los mamíferos el sexo heterogamético es la hembra. El gen determinante (o el super-gen) para la herencia del color se cree que lo porta el cromosoma W, que se transmite directamente por línea materna. Y la elección de huésped de la hembra se establece por impronta tras la eclosión, un mecanismo común en el comportamiento de las aves.
Ecológicamente, el sistema de huéspedes múltiples protege a las especies huéspedes de una sobreexplotación que produzca una reducción crítica en sus poblaciones, y maximiza la capacidad de puesta de huevos de la población de cucos. Además extiende el espectro de hábitats donde los huevos de cuco pueden crecer con éxito. El estudio de los cucos empezó con E. Chance en 1922, y continúa en la actualidad, en particular en lo relativo a la herencia del gens.

### Caracol rayado
El caracol (Cepaea nemoralis) es famoso por el rico polimorfismo de su concha. El sistema está controlado por una serie de alelos múltiples. La gama de colores de la concha es: pardo (genéticamente el color más dominante), rosa oscuro, rosa claro, rosa muy claro, amarillo oscuro y amarillo claro (el rasgo más recesivo). Pueden tener bandas o no, y cuando las tiene pueden ser desde de una a cinco. La ausencia de bandas es el rasgo más dominante y las formas de las bandas están controladas por modificadores de los genes (epistasia).

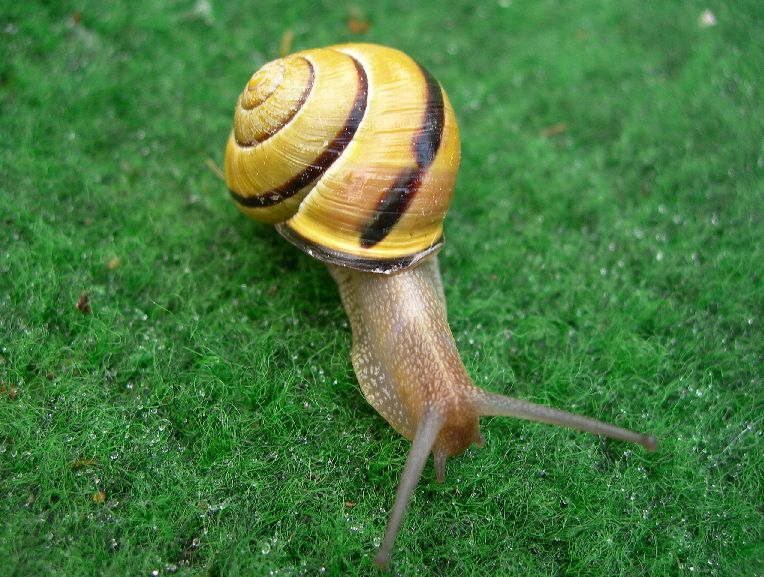
Caracol rayado con la concha amarilla oscura con una sola banda.

En Inglaterra el caracol es depredado por el zorzal común (Turdus philomelos) que rompe su caparazón usando las rocas. La acumulación de fragmentos de concha permite a los investigadores analizar la clase de caracoles que atrapan. Los zorzales cazan mediante la vista, y capturan selectivamente aquellas formas que destacan más en su hábitat. Las colonias de caracoles se encuentran en los bosques, matorrales y herbazales, y la predación determina la proporción de fenotipos (morfos) de cada colonia.

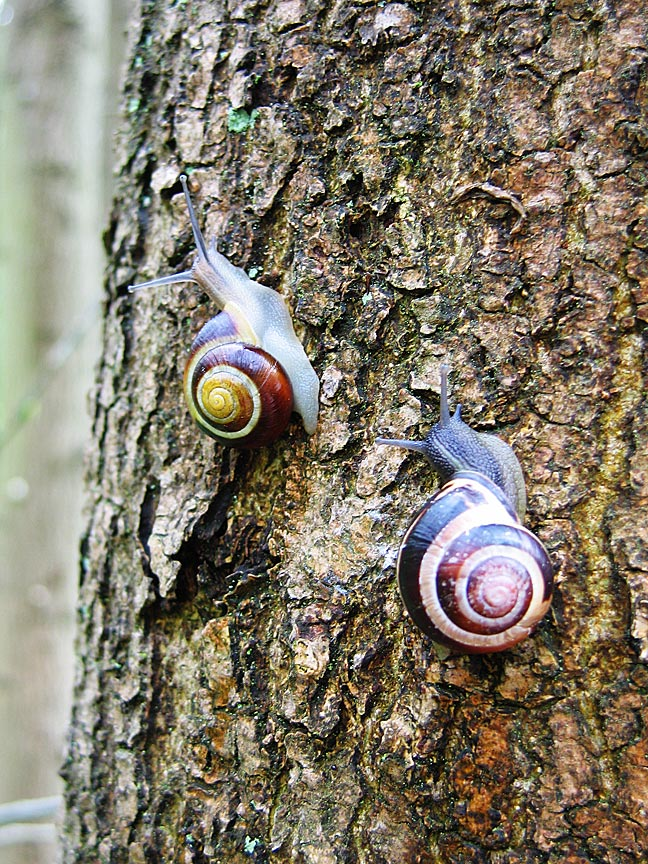
Dos caracoles (Cepaea nemoralis) de morfos diferentes.

Sobre el caracol opera una segunda selección, ya que ciertos heterocigotos tienen una ventaja fisiológica sobre los homocigotos. Además es probable la selección apostática, por medio de la cual los pájaros buscan preferentemente al morfo más común. Esto es el efecto patrón de búsqueda, donde un depredador predominantemente visual persiste en apuntar al morfo que le dio buen resultado, incluso cuando otros morfos estén más a su alcance.
A pesar de la depredación el polimorfismo sobrevive en casi todos los hábitats, aunque las proporciones de los morfos varían considerablemente. Los alelos que controlan el polimorfismo forman un supergen con una ligadura tan cercana que es casi absoluta. Este control evita a la población de una alta tasa de recombinaciones indeseadas, y se ha teorizado que la selección ha producido que los loci se afecten juntos.
Para resumir: en esta especie la predación de los pájaros parece ser la principal (aunque no la única) fuerza que conduce al polimorfismo. El caracol vive en entornos heterogéneos, y los zorzales son expertos en detectar al que se camufla menos. La herencia de la diversidad fisiológica y de mimetismo se conserva también por medio de la ventaja heterocigótica en el super-gen. Recientes estudios han incluido el efecto del color de la concha en la termorregulación, y Cook considera una selección más amplia de influencias genéticas.
Un sistema similar de polimorfismo genético sucede con el caracol rayado de labio blanco (Cepaea hortensis), un pariente cercano del caracol rayado. En Islandia donde no hay zorzales, se ha establecido una correlación entre la temperatura y las morfos de color. Los morfos pardos y rayados alcanzan temperaturas más altas que los morfos sin bandas y los amarillos. Lo que puede ser la base de la selección fisiológica de ambas especies de caracol.

### Calimorfa escarlata
La calimorfa escarlata (Callimorpha dominula) se encuentra en Europa y el oeste de Asia. Es una polilla diurna de sabor desagradable y con colores de aviso llamativos cuando vuela, pero crípticos cuando descansa. Tiene hábitos coloniales y prefiere el terreno pantanoso y los matorrales. El alimento preferido de sus larvas es la consulda (Symphytum officinale).

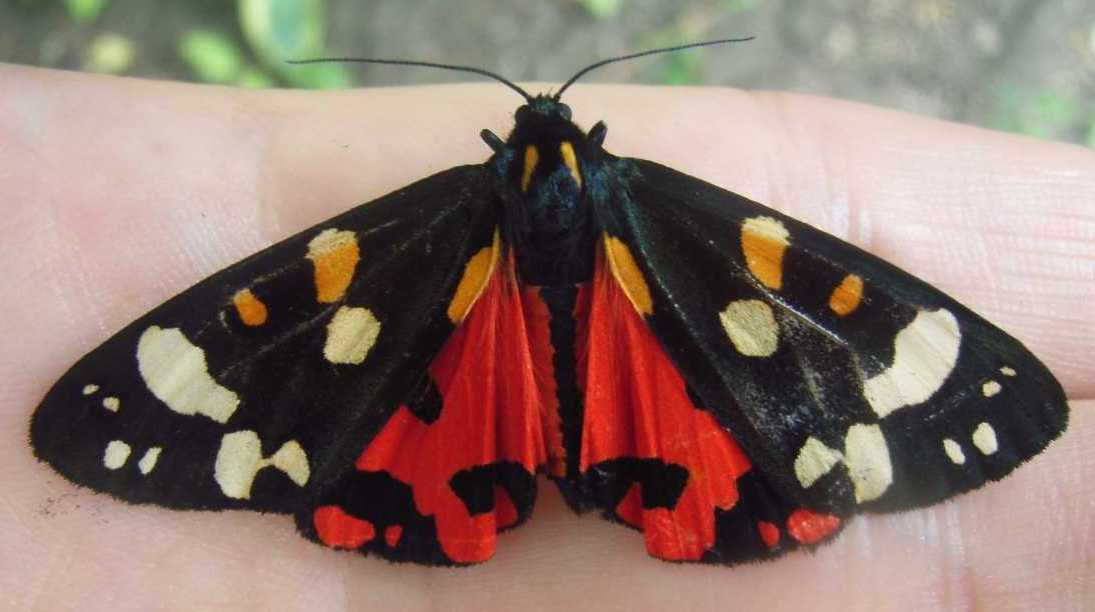
Callimorpha dominula morpha typica con alas extendidas. El rojo y negro de las alas posteriores avisa de que su sabor desagradable y las alas frontales crípticas las cubren cuando descansan.

Esta polilla es conocida por ser polimórfica en sus colonia de Cothill, a unos 8 km de Oxford, con tres formas: La homocigótica (typica), la homocigótica rara (bimacula) y la heterocigótica (medionigra). Fue estudiada allí por Ford y posteriormente por Sheppard y sus colaboradores durante muchos años. Los datos disponibles desde 1939 hasta la actualidad, obtenidos por el métodos de campo común de captura/marcado/liberación/recaptura y por análisis genéticos de la cría en cautividad. Los registros contienen la frecuencia de genes y del tamaño de la población de la mayor parte del siglo XX.: ch. 7 
En este caso la base genética resulta ser simple: dos alelos en un solo locus, que producen tres fenotipos. Del total de capturas durante 26 años (1939-64) se obtuvieron 15.784 homocigóticas dominula (=typica), 1.221 heterocigóticas medionigra y 28 homocigóticos bimacula. Entonces, asumiendo la igualdad de viabilidad de los genotipos se esperarían 1.209 heterocigóticas, así que los resultados de campo no indican ninguna ventaja heterocigótica. Sheppard descubrió que el polimorfismo se mantenía por el apareamiento selectivo: cada genotipo se aparea preferentemente con los otros morfos. Esto es suficiente para mantener el sistema a pesar del hecho de que en este caso la heterocigótica tiene una viabilidad ligeramente menor.

### Mariquita de dos puntos
La mariquita de dos puntos (Adalia bipunctata) presenta un alto grado de polimorfismo. La forma básica es roja con dos puntos negros, pero tiene otras muchas formas, las más importantes son melanísticas, que tienen los élitros negros y puntos rojos. Un hecho curioso de este polimorfismo es que aunque las formas melanísticas son más comunes en las áreas industriales, su mantenimiento no tiene nada que ver con el camuflaje y la depredación. Las mariquitas en general (Coccinellidae) tienen sabores desagradables y los experimentos con aves y otros depredadores mostraron que esta especie en particular tenía un sabor especialmente repelente. Por eso su coloración es un aviso (aposematismo) y todos los morfos son bastante conspicuos y destacan en la vegetación verde. Los estudios de campo identifican diferentes proporciones de los morfos en diferentes épocas del año y en diferentes lugares, lo que indica un alto nivel de selección. Sin embargo, las bases de esta selección todavía no se saben con seguridad, aunque se han propuesto algunas teorías. Como todos los morfos tienen colores aposemáticos parece improbable que los diferentes colores estén sometidos a selección. Quizás efectos pleiotropicos actúen sobre el color y por otro lado afecten a la fisiología de la mariquita, y de ahí venga la aptitud relativa. Un sistema polimórfico similar se encuentra en otras especies de la familia, como por ejemplo en Harmonia axyridis.

### Franja dorsal de las ranas
Algunas especies de ranas muestran polimorfismo en la presencia o ausencia de una franja en el centro de su espalda. Presentan una lista clara regulada por un solo gen dominante: Fejervarya limnocharis, Pelophylax ridibundus, Lithobates sylvaticus y Rana arvalis. Tanto los individuos homocigóticos con el alelo dominante como los heterocigóticos tienen la franja, mientras que los individuos con el alelo recesivo carecen de la franja. La proporción de especímenes listados en las poblaciones de algunas ranas muestran variación clinal. Por ejemplo la proporción de Lithobates sylvaticus listada en Norteamérica generalmente se incrementa hacia el oeste y el norte. La variación de la proporción de los diferentes colores están relacionados tanto con procesos genéticos fortuitos. como por su importancia adaptativa. Para los diferentes de morfos de color de Acris crepitans hay dos hipótesis: que pueda servir para escapar de los depredadores o que esté relacionada con la termorregulación. Los especímenes listados de Lithobates sylvaticus se desenvuelven mejor en áreas abiertas. Las diferencias de proporciones de ranas listadas en Rana arvalis se explican con diferencias fisiológicas entre los morfos. Las ranas listadas recién metamorfoseadas tienen el hígado relativamente más grande en comparación con las no listadas, y su peso se incrementa más rápidamente. Los renacuajos de Rana arvalis listada necesitan más tiempo para completar su metamorfosis, pero tras ella su crecimiento es más rápido que las de las ranitas no listadas. En la Rana macrocnemis extendida por Turquía y el Caucaso la proporción de ranas con franja se incrementa con la altitud en las montañas del Cáucaso Menor, pero no en el Gran Cáucaso. A la misma altitud, las ranas no listadas del Gran Cáucaso crecen más lentamente y maduran más tarde que las ranas listadas del Cáucaso Menor, lo que les proporciona una ventaja selectiva en la alta montaña, pero sus renacuajos probablemente son menos resistentes al sobrecalentamiento que los de las no listadas.

### Hormigas y abejas
Las hormigas y las abejas muestran un variado polimorfismo. La base de su polimorfismo está en primer lugar en su sistema de determinación del sexo haploide, por medio del cual todos machos son haploides y todas las hembras diploides. Y en segundo lugar por la alimentación diferencial en su etapa larvaria tanto las hembras como los machos, que determinará la casta y la capacidad reproductiva del adulto. Si se alimenta abundantemente una larva femenina se convierte en reina y una masculina en macho reproductor, mientras que si se alimenta carencialmente en determinada etapa a las hembras se convierten en obreras y los machos en soldado. Por último hay una diferenciación de tamaño y tarea, sobre todo en las hembras, determinadas por la diferente alimentación o la edad, pero que también pueden estar controlados genéticamente. Así su jerarquía muestra tantos rasgos de polimorfismo genético y polifenismo.

### Heterostilia

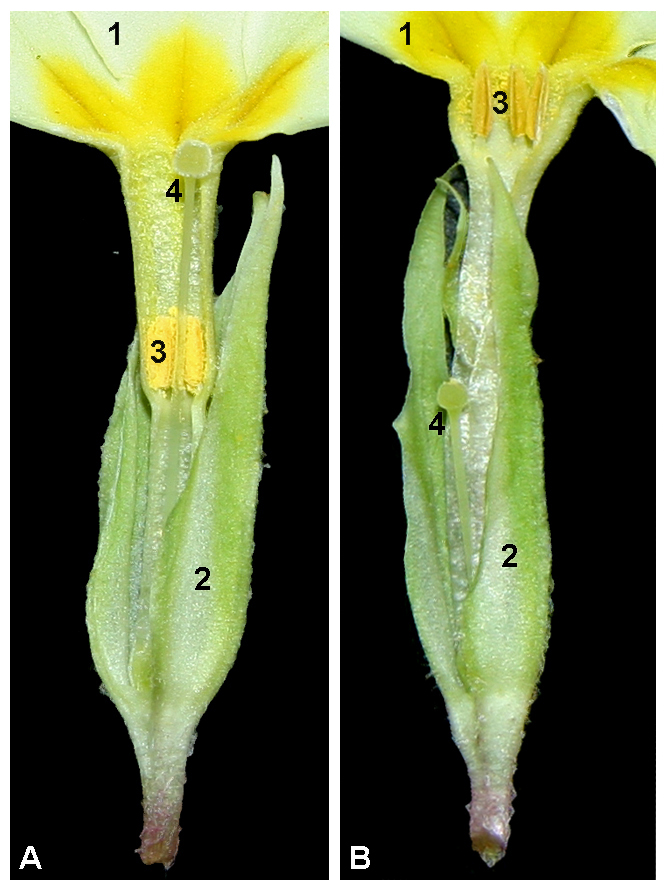
Disección comparativa de las flores de los morfos thrum y pin de la prímula.

Un ejemplo del polimorfismo genético en botánica es la heterostilia, por medio de la cual las distintas formas presentan flores con diferentes estructuras de sus estambres y pistilos. Este sistema para impedir que la flor se autofecunde se denomina autoincompatibilidad heteromórfica, mientras que la estrategia general de separar los estambres y pistilos se denomina hercogamia.
Las especies heteromorfas de Primula presentan heterostilia pin y thrum, como P. vulgaris. Tienen dos tipos de flores. La flor pin tiene largos estilos que tiene el estigma a la altura de la apertura y los estambres se quedan en la mitad del receptáculo; mientras que la flor thrum tienen estilos cortos por lo que el estigma queda a media altura del receptáculo y los estambres tienen filamentos largos y su saco polínico queda junto a la apertura. Así cuando un insecto venga a por néctar insertará su probóscide y se le pegará el polen de los estambres exactamente a la misma altura que están los pistilos del morfo contrario, quedando listo para la polinización cruzada cuando el insecto lo lleve en otra visita.
Otra propiedad importante de la heterostilia es fisiológica. Cuando se sitúa polen thrum en un estigma thrum, o polen pin sobre un estigma pin, hay incompatibilidad entre los gametos y se produce relativamente pocas semillas. Así se produce efectivamente un entrecruzamiento externo, como describió Darwin. Se sabe bastante sobre su base genética. El sistema está controlado por genes ligados cercanamente que actúan como una unidad, es decir un supergen.: ch. 10 : 86  Todas las ramas del género Primula tienen especies con heterostilia, en total 354 especies de 419. Como la heterostilia es característica de casi todas las especies y razas, el sistema es al menos tan antiguo como el propio género.
Entre 1861 y 1863 Darwin descubrió el mismo tipo de estructura en otros grupos: en el lino (y otras especies del género Linum); la arroyuela y otras especies de Lythrum. Algunas especies del género Lythrum son trimórficas, con un estilo y dos estambres en cada morfo.
Se conoce heterostilia en al menos 51 géneros de 18 familias de angiospermas.

### Chingolo gorgiblanco
El chingolo gorgiblanco (Zonotrichia albicollis) es un pájaro de la familia Emberizidae que muestra un claro dimorfismo en los dos sexos a pesar en toda su área de distribución.
Su cabeza tiene un pastrón listado con bandas negras alternadas con blancas o parduzcas. Esta diferencia se produce por un polimorfismo de inversión cromosómica equilibrado. En los individuos con listas blancas (LB) una de las copias del cromosoma 2 está parcialmente invertido, mientras que en los individuos con listas anteadas o pardas (LP) ambas copias están sin invertir.
Las diferencias de plumaje llevan aparejadas diferencias en el comportamiento y las estrategias reproductivas. Los machos LB cantan más, son más agresivos y con más frecuencia realizan cópulas fuera de su pareja que los machos LP. Los individuos LP de ambos sexos proporcionan más cuidados parentales que las aves LB.
El polimorfismo se mantiene por emparejamiento selectivo negativo, cada morfo prefiere emparejarse con su contrario. Las parejas dimórficas tienen un ventajoso equilibrio entre el cuidado parental y la defensa agresiva del territorio. Además como en muchos otros polimorfismos la ventaja heterocigótica ayuda a mantenerlo. La proporción de aves LB homocigóticas en la inversión es incluso menor de lo que se esperaría en la baja tasa (4%) de emparejamientos del mismo morfo.
En el polimorfismo cromosómico subyacente la estructura estándar (ZAL2) y su alternativa (ZAL2m) se diferencian al menos en un par de inversiones periféricas. ZAL2m suprime la recombinación en el heterocariotipo y está envolviendo a un raro segmento de genoma autosomal.

### Pinzones de Darwin
Mientras que Darwin pasó solo cinco semanas en las islas Galápagos y David Lack pasó tres meses, Peter y Rosemary Grant y sus colaboradores hicieron viajes a las Galápagos durante treinta años, estudiando especialmente a los pinzones de Darwin. El pinzón de Darwin conirrostro (Geospiza conirostris), de la isla Genovesa, como todos los miembros de este grupo tan estudiado presenta varios tipos de polimorfismo.
Los machos son dimórficos en su canto: sus dos cantos, denominados A y B, son bastante diferentes. Además los machos con canto A tienen el pico más corto que los machos B. Con estos picos los machos pueden alimentarse de forma diferente de su cactus favoritos,  Opuntia. Los que tienen picos largos pueden agujerear el arilo de los frutos del cactus y comer la pulpa que rodea sus semillas, mientras que los que tienen los picos cortos rasgan la base del cactus y comen su pulpa y cualquier larva o pupa de insectos (ambos grupos de pájaros comen también flores y brotes). Este polimorfismo maximiza claramente sus oportunidades alimenticias durante la época no reproductiva, cuando escasea la comida.
Los territorios de los machos de los tipos A y B son aleatorios y si no colindan con otros y alternados si son colindantes: ningún macho reproductor comparte una frontera con otro de su mismo canto. Esto inicialmente sugirió la posibilidad de apareamiento selectivo por parte de las hembras. Sin embargo trabajos posteriores mostraron que la elección de macho de las hembras era independiente de cualquier influencia del tipo de canto de su padre y que no hay pruebas de elección selectiva por tipo de pico, por lo que no hay pruebas directas de subdivisión reproductiva de la población. En 1999 Peter Grant estuvo de acuerdo con que «era improbable que se produzca especiación simpátrica en este ejemplo».: 428 
Si la población es panmíxica, entonces Geospiza conirostris presenta un polimorfismo genético equilibrado, y no un caso de especiación simpátrica incipiente como se suponía. La selección que mantiene el polimorfismo maximiza el nicho de la especie y aumenta sus posibilidades alimenticias. Se desconocen los pormenores de su base genética Al no haber un programa de cría detallado, pero es posible un desequilibrio de ligamientos en dos loci.: ch. 5 
Los picos de los pinzones jóvenes presentan otro dimorfismo interesante, que son o bien rosas o bien amarillos. Todas las especies de pinzones de Darwin muestran este dimorfismo, que dura dos meses. Se desconoce la causa de este fenómeno.: plate 10 

### Lagartija manchada norteña
Los machos de lagartija manchada norteña (Uta stansburiana) presentan trimorfismo en la pigmentación de sus gargantas, y estos fenotipos distintos se correlacionan con diferentes estrategias de apareamiento. Los machos de garganta naranja son los más grandes y agresivos, defienden territorios grandes y mantienen un harén de hembras. Los machos de garganta azul son de un tamaño intermedio y poseen un territorio más pequeño que contiene una sola hembra. Los machos de garganta amarilla son los más pequeños de todos, y en lugar de tener territorios imitan el aspecto de las hembras para colarse en los territorios de los otros dos morfos y tratar de aparearse con sus hembras. El equilibrio entre los tres morfos se mantiene por medio de selección dependiente de la frecuencia.

## Ejemplos humanos
Aparte del dimorfismo sexual, existen numerosos casos de polimorfismos genéticos humanos. Existen pruebas de que muchos polimorfismos se han mantenido en las poblaciones humanas por selección equilibradora. Las enfermedades infecciosas, que históricamente han sido una de las principales causas de la mortalidad humana, han afectado a la evolución de las poblaciones humanas y son las responsables del mantenimiento de muchos de estos polimorfismos.

### Grupos sanguíneos
Todos los grupos sanguíneos, como el sistema de grupos ABO, se deben a polimorfismos genéticos. En este sistema se dan más de dos morfos: en todas las poblaciones humanas se dan los fenotipos A, B, AB y O, aunque varía su proporción en las poblaciones alrededor del mundo. Estos fenotipos están controlados por alelo múltiples de un solo locus. Este polimorfismo nunca ha sido eliminado por la selección natural, la causa se desvela por los estudios de las estadísticas de enfermedades. La investigación estadística ha mostrado que los diversos fenotipos son más o menos susceptibles a sufrir varias enfermedades. Por ejemplo la susceptibilidad de los individuos a sufrir el cólera (y otras enfermedades infecciosas diarréicas) está correlacionada con su grupo sanguíneo: los que tienen el grupo O son los más susceptibles a esta enfermedad, mientras que los que tienen el grupo AB son los más resistentes. Los de los grupos A y B están en una posición intermedia, siendo los del grupo A más resistentes que los del B. En cambio, el grupo O confiere más resistencia a otras enfermedades como la sífilis y la malaria. Esto indica que estos efectos pleiotrópicos de los genes han supuesto fuerzas selectivas opuestas que han mantenido este polimorfismo aunque en proporciones diferentes según haya sido la incidencia histórica de las enfermedades sobre las poblaciones.

### Polimorfismos contra la malaria

#### Anemia de células falciformes
La anemia de células falciformes es un trastorno genético que se encuentra en las poblaciones del África tropical y la India. Los individuos que lo padecen tienen glóbulos rojos alargados que contienen Hemoglobina S (HgbS), en lugar de hemoglobina norma (Hemoglobina A (HgbA), tienen una esperanza de vida y fortaleza física menores. Se hereda por medio de un gen recesivo, por lo que solo los individuos homocigóticos la presentan, y los heterocigóticos tienen una esperanza de vida similar a la de los individuos heterocigóticos para la hemoblobina A. La variante falciforme sobrevive en la población porque los heterocigóticos presentan mayor resistencia a la malaria, que mata a mucha gente en dichas zonas. Así existe una selección equilibradora entre la fuerte selección contra los homocigóticos falciformes y la selección positiva a favor de los heterocigóticos y en contra de los homocigóticos HgbA debida a la malaria.

#### Sistema de Duffy
El antígeno de Duffy es una proteína localizada en la superficie de los glóbulos rojos, codificada por el gen gen FY (DARC). La proteína codificada por este gen es un receptor no específico de varias quimiocinas, y se sabe que es el punto de entrada de los parásitos de la malaria humana Plasmodium vivax y Plasmodium knowlesi. Los polimorfismos en este gen son la base del sistema de grupos sanguíneos de Duffy.
En humanos, una variante mutante en un solo lugar de la región reguladora cis del FY abole todas las expresiones del gen de los precursores de los heritrocitos. Su resultado es una fuerte protección en los homocigóticos de la mutación para la infección de P. vivax, y una protección menor para los heterocigóticos. La variante ha surgido dos veces en poblaciones humanas geográficamente alejadas, en África y Papúa Nueva Guinea. Estudios recientes indican que existe un patrón similar, aunque no idéntico en los babuinos (Papio cynocephalus), que también sufren otro tipo de patógeno portado por los mosquitos similar al de la malaria, Hepatocystis kochi. Los investigadores interpretan esto como un caso de convergecia adaptativa.

#### G6PD
El polimorfismo humano de la G6PD (Deshidrogenasa Glucosa-6-fosfato) también implica resistencia a la malaria. Los alelos G6PD con actividad reducida mantienen un alto nivel en las zonas endémicas de malaria, a pesar de que reduce la viabilidad general. La variante A (con una actividad del 85%) alcanza el 40% en el África subsahariana, pero supone menos del 1% fuera de África y Oriente Medio.

### Tolerancia e intolerancia a la lactosa
La capacidad de muchos humanos de metabolizar la lactosa, un azúcar presente en la leche y otros lácteos, se debe también a un polimorfismo. La mayoría de los mamíferos pierden la capacidad de asimilar la lactosa al terminar la lactancia, por lo que es notable que algunos adultos humanos sean capaces de ello. La gran diferencia de proporción entre individuos tolerantes e intolerantes a la lactosa que hay en las poblaciones mundiales se vincula con la evolución humana reciente y los flujos migratorios entre continentes.

### Polimorfismo del gusto
En 1931 se descubrió una famosa peculiaridad de la genética humana: la capacidad de degustar la feniltiocarbamida (feniltiourea o PTC), que también se debe a un dimorfismo. Esta sustancia que para algunos es amarga y para otros no tiene sabor. La frecuencia de individuos que pueden distinguirla es alta y varía entre los diferentes grupos étnicos. En sí detectar la PTC no tiene importancia pero está correlacionada con la capacidad para detectar otra sustancias amargas, muchas de ellas tóxicas. La variación en la percepción de la PTC puede reflejar variaciones en las preferencias en la dieta durante la evolución humana, y puede estar correlacionada con algunas enfermedades relacionadas con la dieta en las poblaciones modernas. Existe una correlación estadística entre la percepción de la PTC y la susceptibilidad a los trastornos tiroideos.
Fisher, Ford y Huxley hicieron pruebas con orangutanes y chimpancés de percepción de la PTC con resultados positivos, lo que demuestra una larga existencia de este dimorfismo. Se ha identificado el gen responsable, que cuenta con una varianza del 85%, y su análisis indica que la selección es la causa de sus mantenimiento.